# Phyllophaga sandersoniella
Phyllophaga sandersoniella är en skalbaggsart som beskrevs av Fortuné Chalumeau och Leopold F. Gruner 1976. Phyllophaga sandersoniella ingår i släktet Phyllophaga och familjen Melolonthidae. Inga underarter finns listade i Catalogue of Life.